# Mănăstirea Hirova
Mănăstirea Hirova este o mănăstire de călugărițe din Republica Moldova.
Lăcașul a fost întemeiat în anul 1805, de mitropolitul Veniamin Costache, pe locul unui schit de călugări părăsit ce ar fi ars în 1803. În 1836 în locul bisericii de lemn a fost zidită actuala biserică (de vară) de piatră, pentru ca în 1865 să fie zidită și biserica de iarnă. Mănăstirea a fost închisă în perioada comunistă (1959), fiind redeschisă în 1990.